# یانوس فان مرینبور
یانوس فان مرینبور (انگلیسی: Janus van Merrienboer; ۸ اکتبر ۱۸۹۴ – ۱۲ اکتبر ۱۹۴۷) کماندار اهل هلند بود.